# 楊光 (前漢)
楊光（ようこう）は、古代中国の前漢時代の工人、官僚である。生没年は不明。武帝に仕え、将作大匠となった。
はじめ工人であったが、作った物を武帝に褒められ、土木建築の長官である将作大匠に取り立てられた。その時期は、武帝の在位期間である紀元前141年から紀元前87年のいつかである。将作大匠になった人物の史料上の初見だが、他に知られることはない。